# Parafia św. Ryszarda w Chicago
Parafia św. Ryszarda w Chicago (ang. St. Richard's Parish) – parafia rzymskokatolicka położona w Chicago w stanie Illinois, Stany Zjednoczone.
Jest wieloetniczną parafią w dzielnicy Archer Park, nieco na północny wschód od portu lotniczego Chicago-Midway, z mszą św. w języku polskim dla polskich imigrantów.

## Historia
Parafię św. Ryszarda powołał kardynał George Mundelein 8 czerwca 1928 roku. Jej patron, Ryszard z Chichesteru, był biskupem Chichesteru w Anglii.
Pierwszym proboszczem został mianowany ks. Horace Wellman.

## Szkoły
- St. Richard Elementary School